# Мика Миш (часопис)
Мика Миш је забавни лист у стрипу, односно стрип магазин који је излазио у Београду од 1936. до 1941. Први број изашао је 21. марта 1936. године, а последњи у континуитету, 504. изашао је 4. априла 1941. године, два дана пре бомбардовња Београда. Сасвим неочекивано, 8. октобра 1941. године, у окупираном Београду појавио се и 505. број, званично последњи.
Власник и покретач листа био је Александар Ј. Ивковић, а издавач Издавачко-књижарско предузеће и цинкографија "Рус".

## Назив часописа
Мика Миш је име добио по истоименом цртаном јунаку, који се први пут појавио у стрип магазину Весели четвртак 1932. године. На њему су радили цртач Иван Шеншин и сценаристи Божидар Ковачевић и Светислав Лазић. Мику Миша треба разликовати од Микија Мауса. Радило се о домаћој копији славног Дизнијевог јунака, који је и поред тога што је био копија био по много чему самосвојствен и независтан. Заправо, Мика Миш се, због непостојања уговора Дизнија са домаћим издавачима, на нашим киосцима нашао нешто пре Микија Мауса (1935).

## Формат и садржај
Лист је у почетку излазио суботом и продаван је по цени од један динар. Имао је осам страна формата 21 × 29 , а корице и средње стране штампане су у три боје. Од 14. броја лист се штампа у једној боји, али је зато број страна повећан са 8 на 12. Од 24. броја почео је да излази два пута недељно. Том приликом редакција је издала следеће саопштење: „За Београд излази уторком и петком, а у унутрашњости средом и суботом“. Број 61. излази са првом и последњом страном одштампаном у боји, а обим је повећан на 20 страна. Следећи број, божићно издање, такође има корице у боји, али већ од 63. броја лист се поново штампа у једној боји и на 16 страна. Крајем 1939. године, осећајући све више на тржишту снагу моћног Политикиног забавника, а делимично и конкурентског Микијевог царства, насловне стране Мике Миша штампају се у две боје и почиње да излази на 24 стране.
Трудећи се да остане конкурентан на тржишту, од 1939. године Мика Миш осим стрипова почиње да објављује и текстуалне романе и приче, вести из спорта и авијације, енигматске стране (укрштене речи, ребусе и сл.), не мењајући цену.
До 27. броја (од 12. септембра 1936. године) лист је излазио са датумом на насловној страни. Наредни бројеви, до броја 60, излазити су без датума, а од 5. јануара 1937. године (61. број) Мика Миш поново означавати датуме изласка својих бројева.

## Историја
Први број Мике Миша појавио се 21. марта 1936. године. У почетку се звао Дечји стрип Мика Миш и био је замишљен као дечији часопис, али је убрзо постао лист за све генерације. Стартовао је са четири стрипа: „Мали инструктори“, „Мики спасава Мим из Абисинског ропства” (невешта имитација Дизнијевог Мики Мауса), „Лав, вук и лисица” према басни Доситеја Обрадовића и „Мика чува децу малу са рђавом прави шалу“. У другом броју појављују се „Корално острво“ и „Мика у Београду“. Ови стрипови су излазили у наставцима. Први се завршио у 9. а други нешто касније, у 15. броју. У првих шест бројева објављени су искључиво стрипови домаћих аутора.
У 7. броју листа Мика Миш први пут објављује један инострани стрип, под насловом „Како Спира рекламира“, што се наставило и у каснијим бројевима. Занимљиво је да се од првог броја на насловним странама објављује цртеж, да би од тог правила одступио од 10. до 12. броја и касније у готово свим бројевима од 22. до 29. Код поменутих изузетака лист је на насловној страни доносио стрип, и то увек страног аутора. У 14. број појављује се и Рејмондов „Флаш Гордон“, а у 16. и „Мандрак“ Лија Фока и Фила Дејвиса.
У 26. броју први пут се јављају три члана будућег Београдског круга: Ђорђе Лобачев са „Царевим гласником“ Жила Верна, а Никола Навојев и Бранко Видић са „Хајдуковим сином“ и „Освајачима северног пола“.Занимљиво је да у 51. броју свој први стрип, под називом „Јунаци Павлове улице“, завршава Жика Митровић, после рата познати филмски режисер. У наредним годинама домаћи аутори, посебно они окупљени око Београдског круга, били су заслужни за то што је Мика Миш дсостигао невероватну популарност. Домаћи стрипови засенили су радове страних аутора.
Крајем 20. века објављен је репринт првих бројева Мика Миша из 1936. године. Постојала је идеја да се објаве репринт издања свих 505 бројева, али она никада није реализована. Данас се многи бројеви могу читати у електронском издању.

### Последњи бројМика Миша
Последњи број Мика Миша који је изашао у континуитету био је број 504. Он се појавио у петак, 4. априла 1941. године, два дана пре шестоаприлског бомбардовања Београда. Ово, међутим, није био крај листа који је током непрекидног шестогодишњег излажења постао један од најпопуларнијих стрип магазина на овим просторима. Сасвим неочекивано, 8. октобра 1941. године појавио се у окупираном Београд и 505. број. Судећи према огласу објављеном на десетој страни: „Двадесетосма свеска Крње излази у четвртак, 10. априла“, лист је вероватно већ био графички припремљен, а накнадно је промењен само датум на насловној страни. Овај последњи број „Мике Миша“ донео је наставке прича започетих у претходним бројевима и прве две табле нове епизоде „Тарзана“. Ниједан од објављених стрипова није био завршен.

## Власништво и уредништво
Власник и издавач листа био је Александар Ј. Ивковић а уредник првих девет бројева Боривоје Јосимовић. Од 10. броја њега ће заменити Милутин С. Игњачевић, који ће лист уређивати све до 282. броја када тај посао преузима Светислав Б. Лазић.

## Аутори стрипова
| Мика Миш био је један од најпопуларнијих, али не и први такав часопис у Краљевини Југославији. У периоду пред Други светски рат стрип је у Србији, као и у остатку државе био изузетно популаран медиј. Тражња је била већа од понуде, а квалитет и оригиналност нису пресудно утицали на приходе. Конкуренција је брзо реаговала на новине осталих цртача и издавача. Први специјализовани магазин Стрип покренут је у пролеће 1935. године, а свега две недеље касније, у априлу, почео је да излази и конкурентски Цртани филм, који је за свега годину и по дана, колико је излазио, објавио чак 158 свезака, а имао је редакцију и у Загребу. У Цртаном филму је први пут код нас објављен чувени јунак Хала Фостера "Тарзан", као и "Џим из џунгле" Алекса Рејмонда. Овај магазин је објављивао и Мекманусову "Породицу Тарана". После њих на киосцима су се појавили и многи други часописи са стриповима, од којих су најважнији Мика Миш, Микијево царство и Политикин забавник. Осим њих излазили су и други магазини, који нису опстали тако дуго. Међу њима су: Робинзон, Микијеве новине, Забавник, Весели забавник, Црвени врабац, Труба, Тарцан, Плави забавник, Паја Патак. Сви су прекинули да излазе по избијању рата 1941. године. |

Популарности Мика Миша највише су допринели домаћи стрип цртачи, међу којима су се истицали чланови Београдског круга. Међу најистакнутијим домаћим ауторима били су:
- Ђорђе Лобачев,
- Никола Навојев,
- Сергеј Соловјев,
- Константин Кузњецов,
- Ђука Јанковић,
- Алексије Ранхнер,
- Иван Шеншин и
- Бранко Видић као сценариста

Од 7. броја Мика Миш почиње да објављује и стрипове страних аутора, па су се на странама овог часописа нашла дела неких од најпознатијих стрип цртача тог времена:
- Алекс Рејмонд (Флаш Гордон),
- Ли Фок (Мандрак, Фантом),
- Фил Дејвис (Мандрак),
- Реј Мур (Фантом),
- Кларенс Греј (Брик Брадфорд),
- Лајмен Јанг (Пустоловине Тима Тајлора),
- Пат Саливен (Мачак Феликс),
- Чарлс Фландерс (Тајни агент X–9),
- Харолд Фостер (Принц Валијант),
- Елзи Сегар (Попај),
- Хал Фостер (Тарзан - господар џунгле),
- Чарлс Фландерс,
- Вик Форсајт,
- Пол Фрем,
- Чик Јанг и други.[2]

## Галерија
- „Мали морепловац” Николе Навојева и Бранка Видића
- „Кнегиња Тараконова”, стрип из руске историје Алексеја Ранхнера
- „Јадници” Виктора Игоа у стрипу Алексеја Ранхнера
- Чувени стрип „Фантом” у 71. броју
- Текстуални роман у наставцима „Харамбаша Ранко”
- Страна са наградним конкурсом у 71. броју
- Страна са рекламама

## Остала издањаМике Миша
Убрзо након Мике Миша, издавач најпопуларнијег предратног стрип-издања покренуо је још један лист, под називом Робинзон. Иако је изашло само 12 бројева, овај лист је значајан јер је објављивао стране стрипове. Стартовао је са три позната америчка стрипа и истовремено наговестио будући садржај матичног издања, које у том периоду још није објављивао значајнија увозна остварења. Осим тога, свестан конкурентских способности других листова, као и реалне могућности појаве нових, издавач Мике Миша је покретањем Робинзона сузио тржишни простор и на тај начин делимично заштитио основно издање од непосредног дејства конкуренције.
Крајем октобра 1936. године, у издању матичног издања, појавио се Забавник, а затим у размацима од два месеца и преостали листови: Мали забавник Мика Миш и Весели забавник. Концепцијски битно различити од Мике Миша, ови листови представљају прва специјализована издања намењена различитој читалачкој публици, другачијој не само по укусу већ и у односу на године старости. Док је Забавник репризирао комплетне приче матичног издања, Мали забавник Мика Миш био је замишљен као лист у коме ће се опробати нови цртачи и сценаристи, од којих су најуспешнији касније добијали простор и у самом Мики Мишу. За разлику од својих претходника, Весели забавник је по правилу објављивао стрипове хумористичког садржаја, делимично одступивши од ове концепције само у неколико наврата. Покретањем ових специјалистичких издања Александар Ивковић је учврстио положај основног и практично онемогућио појаву праве конкуренције на тржишту све до почетка 1938. године. Те године издавач Мике Миша покреће још један лист под називом Тарцан, четврто издање чији је основни циљ да одбрани матични лист од све веће конкуренције.